# Infruset
Infruset är ett studioalbum av Mando Diao från 2012, där de sjunger tonsättningar av Gustaf Frödings dikter.

## Låtlista
| Nr  | Titel                | Längd |
| --- | -------------------- | ----- |
| 1.  | Den självslagne      | 1:47  |
| 2.  | En sångarsaga        | 6:39  |
| 3.  | Infruset             | 5:23  |
| 4.  | I ungdomen           | 3:19  |
| 5.  | Snigelns visa        | 3:50  |
| 6.  | Strövtåg i hembygden | 4:07  |
| 7.  | Men                  | 2:52  |
| 8.  | En ung mor           | 2:56  |
| 9.  | Titania              | 3:23  |
| 10. | Gråbergssång         | 3:05  |

## Listplaceringar
| Lista (2012-2013) | Topplacering |
| ----------------- | ------------ |
| Norge             | 33           |
| Schweiz           | 97           |
| Sverige           | 1            |

## Medverkande
Stråkarrangemang:
- Christopher Öhman, Mando Diao

Grafisk design:
- Saga Berlin

Texter:
- Gustaf Fröding

Mixning:
- Björn Olsson

Musik:
- Björn Dixgård, Gustaf Norén

Musiker:
- Mando Diao:
  - Björn Dixgård (sång och gitarr)
  - Carl-Johan Fogelklou (bas)
  - Gustaf Norén (sång, piano gitarr)
  - Mats Björke (keyboard)

Övriga musiker:
- Björn Olsson (Gitarr)
- Daniel Haglund (Gitarr, piano och keyboard)
- Matti Ollikainen (Piano)
- Patrik Heikinpieti (Trummor)
- Göran Kroon (Trummor)
- Christopher Öhman (Viola)
- Fredrik Syberg (Violin)
- Simona Bonfiglioli (Violin)
- Pelle Hansen (Cello)
- Linnéa Dixgård (Sång på "I ungdomen" och "Titania")
- Thorsten Flinck (sång på "Men")
- Ulf Jansson

Foto:
- Jon Wentzel

Producenter:
- Björn Olsson, Mando Diao